# Чопська міська територіальна громада
Чопська міська громада — територіальна громада в Україні, в Ужгородському районі Закарпатської області. Адміністративний центр — місто Чоп.
Площа громади —  км², населення —  мешканців (2020).
Утворена 12 червня 2020 року шляхом об'єднання Чопської міської ради та Есенської, Соловківської, Соломонівської, Тисаашванської і Червонівської сільських рад Ужгородського району.

## Населені пункти
У складі громади 1 місто (Чоп) і 7 сіл:
- с. Есень
- с. Соловка
- с. Петрівка
- с. Соломоново
- с. Тисаашвань
- с. Тисауйфалу
- с. Червоне

## Старостинські округи
- Есенський
- Петрівський
- Соловківський
- Соломонівський
- Тисаашванський
- Червонівський